# Peleteria hokkaidensis
Peleteria hokkaidensis là một loài ruồi trong họ Tachinidae.